# Scopula haematophaga
Scopula haematophaga (лат.) — вид пядениц рода Scopula из подсемейства Sterrhinae. Встречается в Юго-Восточной Азии: северный Таиланд, юго-западный Китай (Юньнань), северо-западная Малайзия (Перак) и северо-западная Индонезия (Северная Суматра). Вид назван S. haematophaga из-за одной из особенностей питания: поглощение крови из ран млекопитающих.

## Описание
Бабочки мелких размеров, размах крыльев самцов 18—23 мм (самки неизвестны). Грудь и брюшко сверху желтовато-белые, испещрены, часто густо, тёмными чешуйками. Верхняя сторона крыльев узорчатая; цвет землистый от светлого коричневато-белого до тёмного кремово-белого и с большим количеством тёмных чешуек. Сходен с видами Scopula detentata, Scopula lacriphaga и Scopula nesciaria. S. haematophaga отличается от первого меньшим размером (detentata: 23—27 мм, средний размах = 24 мм), медиальная фасция в целом более заметна и менее диффузная. От второго отличается тем, что медиальная фасция более чётко выражена и более зубчатая и в основном с тёмными пятнами, а также несколько меньшим размером. От очень похожего третьего вида он отличается более сильными отметинами и менее округлой вершиной переднего крыла. Также есть различия в строении гениталий у четырёх видов.
Зафиксировано, что взрослые особи бабочек питались кровью млекопитающих (отсюда видовое название). Неполовозрелые стадии (в том числе, гусеницы) неизвестны, поэтому растения-хозяева также неизвестны. Взрослые особи встречаются на высоте от 150 до более 600 м. Самцы зоофилы, питаются различными жидкостями тела млекопитающих, включая пот, кровь из ран или анальный экссудат комаров, на индийском слоне (Elephas maximus) и азиатском буйволе (Bubalus bubalis); также сосут пот на человеке. Взрослые самцы были обнаружены летающими в прохладный и дождливый сезон, но не в жаркий (сухой) сезон.